# 布雷肯比肯斯國家公園
布雷肯比肯斯國家公園（英語：Brecon Beacons National Park）是位於英國的一處國家公園，也是威爾斯的三處國家公園之一。布雷肯比肯斯國家公園位於威爾斯的南部地區，在1957年被設為國家公園。由於位置偏遠交通不便，布雷肯比肯斯國家公園內的部分區域用來進行軍事訓練。

## 外部連結

布雷肯比肯斯國家公園在威爾斯的位置

- Official site of the Brecon Beacons National Park Authority （页面存档备份，存于）
- The Brecon Beacons Park Society （页面存档备份，存于）, the 'Friends' organisation of the Park
- Tourist Information Brecon Beacons Park, Official Brecon Beacons Tourism Association
- Information About Brecon Beacons National Park

51°53′N 3°26′W / 51.883°N 3.433°W